# Rothia cruenta
Rothia cruenta är en fjärilsart som beskrevs av Jordan 1913. Rothia cruenta ingår i släktet Rothia och familjen nattflyn. Inga underarter finns listade.